# Berda (fleuve)
Pour les articles homonymes, voir Berda.
Le fleuve Berda (en ukrainien : Берда) est un cours d'eau d'Ukraine  qui se jette dans la mer d'Azov en créant le liman de Berdiansk.
Parmi ses affluents on peut citer : 
- Gerestovaïa ;
- Grouzka ;
- Karatiouk ;
- Karatysh.